# Hamengkubuwono V

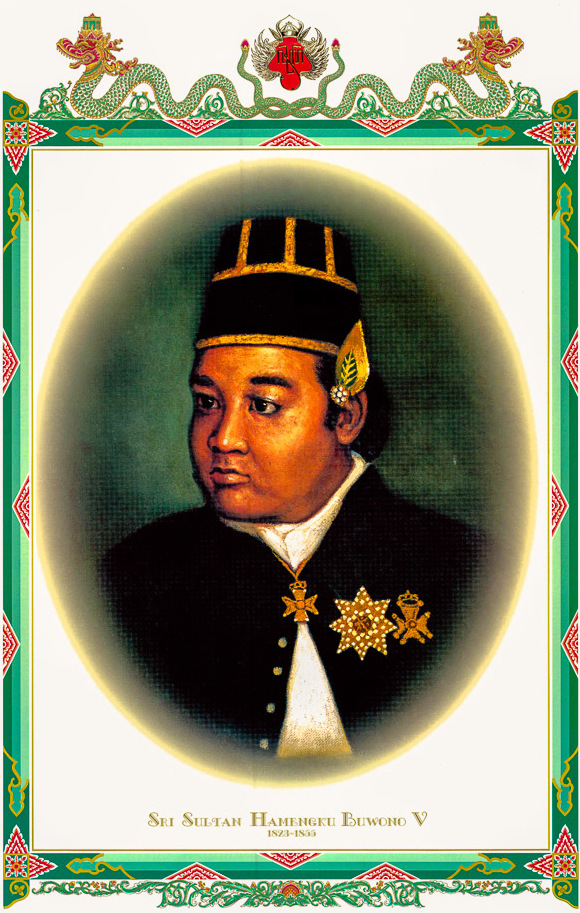
Hamengkoeboewono V

Hamengkubuwono V (ook: Hamengkoeboewono V) was de vijfde sultan of koning van Yogyakarta. Deze Javaanse vorst uit de dynastie der sultans van Yogyakarta werd op 20 augustus 1821 in de kraton van Yogyakarta geboren en regeerde als "zelfbestuurder" in zijn aan Nederland onderworpen koninkrijk.
Hamengkubuwono V overleed in 1855. Hij was de zoon van Hamengkubuwono IV.
Hij regeerde voor het eerst van 19 december 1823 tot 17 augustus 1826 en werd opgevolgd door zijn grootvader Hamengkubuwono II
Hij regeerde voor de tweede maal van 17 januari 1828 tot 5 juni 1855 en werd deze keer opgevolgd door zijn broer Hamengkubuwono VI
De volledige titel van de vorst was Zijne Hoogheid Sampeyan Dalam ingkang Sinuhun Kanjeng Sri Sultan Hamengkubuwono V Senapati ing Alaga Ngah 'Abdu'l-Rahman Saiyid ud-din Panatagama Khalifatu'llah ingkang Yumeneng Kaping [Sultan Menol], Sultan van Yogyakarta. Hij was Commandeur in de Orde van de Nederlandse Leeuw.
De dynastie van de Kartasura in Jogjakarta en Surakarta was door opvolgingsoorlogen en strijd met de Nederlandse kolonisator verdeeld geraakt. De agnaten bestreden elkaar en waren een speelbal van de Nederlanders.
Hamengkubuwono V was de tweede zoon van Hamangkubuwono IV en koningin Radin Ajeng Sepuh oftewel Gusti Kanjeng Ratu Kinchana de latere Gusti Kanjeng Ratu Agung of "Grote Koningin".
Al op driejarige leeftijd werd hij geïnstalleerd als sultan van Yogyakarta, maar op 17 augustus 1826 werd de jonge sultan door zijn grootvader Hamengkubuwono II afgezet.
Op 2 januari 1828 stierf Hamengkubuwono II. Die omstandigheid bood de inmiddels zevenjarige jongen nieuwe kansen. Hij werd op 17 januari van dat jaar, nadat de Nederlanders daar hun goedkeuring aan hadden gegeven, opnieuw op de troon van Yogyakarta geïnstalleerd. Tot 26 november 1836, de dag waarop hij als vijftienjarige meerderjarig werd verklaard, was een regentschapsraad verantwoordelijk voor het bestuur. Daarna was hij als meerderjarige verantwoordelijk voor de regering over Yogyakarta.

## De koninklijke familie

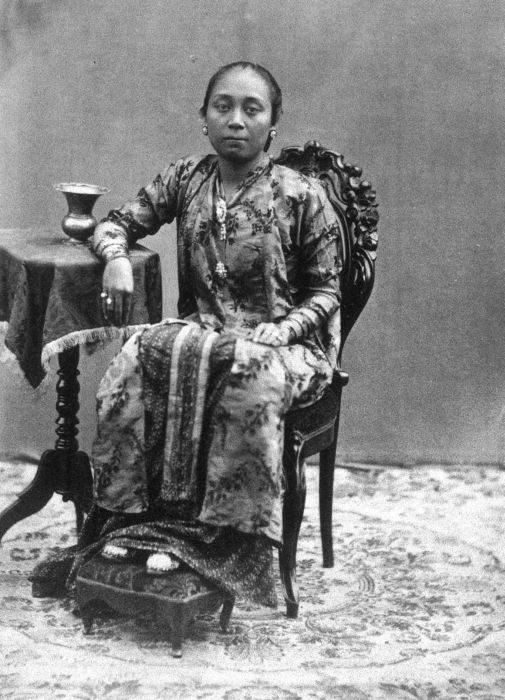
De hoofdvrouw van Hamengkubuwono V

De mohammedaanse Javaanse vorsten leven polygaam. Hamengkubuwono V huwde op 4 november 1834 met Gusti Kanjeng Ratu Kinchana, een kleindochter van zijn grootvader, die zijn Bandara Radin Ajeng Suradina werd, Het huwelijk was geen succes en eindigde in 1847 in een scheiding. Het paar had geen kinderen. Bandara Radin Ayu Devaningsih, die in opstand kwam en in 1883 verbannen werd, was zijn tweede vrouw en kreeg de titel Gusti Kanjeng Ratu Sekar-Kedhaton. Bandara Radin Ajeng Andaliya was zijn derde vrouw. Bandara Radin Ayu Panukmavati en Bandara Radin Ayu Ratna Sri Wulan waren zijn vierde en vijfde echtgenote. Bij deze vijf vrouwen verwekte Hamengkubuwono V twee zonen en zeven dochters.
Zijn oudste zoon, de latere Majoor Gusti Radin Mas Muhammed/Gusti Pangeran Arya Suriya Ningala/Kanjeng Bandara Pangeran Arya Suriya Ningala werd op 17 juni 1855, dus twaalf dagen na de dood van zijn vader geboren en mocht hem daarom volgens de regels niet opvolgen, want de troon van Yogyakarta mag nooit vacant zijn.
Deze prins werd ook in 1877 overgeslagen bij de troonopvolging. Na een periode als officier in de Generale Staf van het Nederlands Indisch Leger nam majoor Kanjeng Bandara Pangeran Arya Suriya Ningala ontslag. Hij organiseerde in 1883 een opstand tegen Nederlands gezag en werd in april van dat jaar voor straf naar Menado verbannen.
Hamengkubuwono V stierf in zijn kraton op 5 juni 1855. Hij werd opgevolgd door zijn jongere broer en werd bijgezet in een van de mausolea op de heilige "sneeuwberg" Imagiri.